# Yel
Pour les articles ayant des titres homophones, voir Yelle et YEL.
Yel est un groupe belge de rock qui s'est séparé après son troisième album.

## Historique
Reformation du groupe depuis mars 2008 sous le line-up d'origine.
Depuis 2017, Yel compose de nouveaux titres et reprend une tournée en Belgique.

## Discographie
- 2001 / 2002 : Entre sagesse et ivresse

1. Nouvelle vague
2. À 100 %
3. Nos corps à gnoux
4. Fais ta révolution
5. Je suis in
6. Où tout ça reste entre nous
7. Comme un seul homme
8. Que toi
9. Nos visions
10. Pour te plaire (And she said)
11. Juste pour voir
12. Vertigo

- 2003 / 2004 : Intimes illusions

1. Nil novi sub sole
2. Reality Record
3. Sex My Brain
4. Laisse-toi
5. Je ne sens rien
6. Et pourtant
7. Tout s'éteint
8. Un autre jour
9. Repère illusoire
10. Elle se fout des files
11. Sombre histoire
12. Légitime démence
13. La rumeur
14. Le Cid
15. Amertume

- 2006 : Electrophone

CD 1
1. Est-ce que tu l'entends
2. De l'autre côté
3. La nuit, le jour
4. Tous les garçons
5. Nos raisons de passage
6. Faut-il
7. Mon âme
8. Sans idéaux
9. Aux pris de contre-jours
10. Rien d'autre que toi
11. J'oublie

CD Bonus
1. L'ombre à la lumière
2. Pour le meilleur
3. Notre vérité
4. Se manquer

- 2011 : Norwich

1. Que l'on s'y noie
2. Sous les pavés
3. Aux armes
4. A la santé de la reine
5. Belle époque
6. Loin des yeux
7. Ecce l'homme
8. Homo economicus
9. L'art et la manière
10. Sans blessure
11. Daily thriller

## Composition du groupe
- Jean-Christophe Van Achter (Jean-X) : chant, guitare
- Joris Oster ("Jo"): basse
- Pascal Van Der Wielen : Guitares, Bass VI
- Mathieu De Meyer (Matt) : batterie, boucles